# Sofia Lundqvist
Sofia Vilhelmina Lundqvist, född Jonsdotter 12 oktober 1869 i Arjeplogs församling, Norrbottens län, död 8 januari 1917 i Arjeplogs församling, Norrbottens län, var en svensk småskollärare och rösträttsaktivist.
Sofia Lundqvist, som var gift med predikanten Johan Albert Lundqvist, var verksam i kampanjen för införandet av kvinnlig rösträtt i Sverige. Hon var styrelseledamot i Landsföreningen för kvinnans politiska rösträtt och ordförande för Föreningen för kvinnans politiska rösträtt i Arjeplog under hela dess existens, 1916–1917.   Hon var därmed rösträttsrörelsens lokala representant. 